# Condado de Somogy
Somogy es un condado (vármegye) ubicado en el sudoeste de Hungría. Su capital es Kaposvár.

## Localización y límites
Limita con Croacia y los condados de Zala, Veszprém, Fejér, Tolna y Baranya, situándose entre el río Drave y la parte sur del lago Balaton.

## Datos básicos
Ya pertenecía al antiguo Reino de Hungría; en 2001 contaba con 335.237 habitantes y una superficie de 6.036 km². Su capital es la ciudad de Kaposvár.

## Condados urbanos
- Kaposvár

## Poblaciones principales
Ordenadas según el censo del año 2001. Población entre paréntesis.
| Siófok (23.460)       |  | Balatonlelle (5.002)   |
| Marcali (12.575)      |  | Tab (4.914)            |
| Barcs (12.343)        |  | Nagybajom (3.598)      |
| Nagyatád (12.065)     |  | Lengyeltóti (3.443)    |
| Balatonboglár (6.076) |  | Kadarkút (2.791)       |
| Csurgó (5.788)        |  | Balatonföldvár (2.108) |
| Fonyód (5.296)        |  |                        |